# Bernhard Josef Hilgers
Bernhard Josef Hilgers (auch Bernhard Joseph Hilgers; * 20. August 1803 in Dreiborn in der Eifel; † 7. Februar 1874 in Bonn) war ein deutscher römisch-katholischer und später alt-katholischer Theologe. Er gehörte neben Franz Heinrich Reusch und Joseph Langen zu den drei der fünf Professoren der Katholisch-Theologischen Fakultät der Universität Bonn, die sich nach dem Ersten Vatikanischen Konzil zum Alt-Katholizismus bekannten.

## Leben
Hilgers entstammte einer Bauernfamilie, er besuchte das Gymnasium in Düren und studierte dann an der Universität Bonn. Nach seiner Priesterweihe am 22. September 1827 in Köln war er ein Jahr lang als Hilfsgeistlicher in Münstereifel, in den darauf folgenden fünf Jahren als Seelsorger an der „Irrenheilanstalt“ in Siegburg tätig. Im Jahr 1834 wurde er in Münster zum Doktor der Theologie promoviert. Eine Berufung an das Seminar zu Posen lehnte er ab. Er habilitierte sich 1835 bei der katholisch-theologischen Fakultät in Bonn und wurde 1840 zum außerordentlichen, 1846 zum ordentlichen Professor der Kirchengeschichte ernannt. Von 1838 bis 1846 war er zugleich Pfarrer von St. Remigius. Außer über Kirchengeschichte und die damit zusammenhängenden Fächer lehrte er auch über das Neue Testament, besonders den Hebräerbrief, zuvor auch über Dogmatik und Katechetik.
Im Oktober 1870 wurde er von Erzbischof Melchers von Köln aufgefordert, die vatikanischen Dekrete vom 18. Juli 1870 anzuerkennen. Da er sich weigerte, wurde ihm zunächst die Missio canonica (Lehrerlaubnis) entzogen, und da nun die Studenten ausblieben, musste er seine Vorlesungen einstellen. Er hat diese – seiner zunehmenden Kränklichkeit wegen – anders als seine ebenfalls betroffenen Kollegen, später nicht wieder aufgenommen, obwohl der preußische Staat diese Altkatholiken sämtlich in ihren Ämtern beließ. Am 1. April 1871 wurde er von dem Erzbischof suspendiert und am 12. März 1872 exkommuniziert. Am 16. März 1872 veröffentlichten er und seine Kollegen Knoodt, Langen und Reusch eine Erklärung hierzu.
Seine schwache Gesundheit und schmerzliche Erlebnisse, wie die Verurteilung des Hermesischen Systems, die damit zusammenhängende Verzögerung seiner Beförderung an der Universität und Kränkungen, die er von geistlichen Oberen und Kollegen erfuhr, führten dazu, dass seine schriftstellerische Tätigkeit nicht sehr umfangreich war. An der Universität genoss er hohes Ansehen, er wurde zweimal (1852/53 und 1861/62) zum Rektor und mehrmals zum Mitglied des Senats gewählt; dort war er von 1843 bis 1872 fast ununterbrochen Mitglied. Ab 1855 war er Direktor der wissenschaftlichen Prüfungskommission. In seiner Zeit als Pfarrer war er als Prediger sehr beliebt, später pflegte er sonntags in der Kapelle des Johannis-Hospitals kurze Homilien zu halten. Eine Auswahl daraus wurde nach seinem Tode 1874 nach der Nachschrift einer Zuhörerin veröffentlicht. Eine Schilderung von Hilgers’ Persönlichkeit geben die Erinnerungen an Amalie von Lasaulx, Oberin im Johannis Hospital in Bonn: „Ein frommer Christ, ein guter Katholik, ein warmer Preuße, ein guter Geschäftsmann, umsichtig, milde und fest“, so charakterisiert ihn dort Cl. Th. Perthes, und in der Grabrede sagte Bischof Joseph Hubert Reinkens: „Er war wie der persönliche Friede der Confessionen. Ohne im geringsten seinem katholischen Standpunkte etwas zu vergeben, hatte er den Ruhm erlangt, daß seine Menschenfreundlichkeit und Besonnenheit allen Menschen kund geworden. Es gab eine Zeit, wo in der Stadt Bonn wohl kein Mann allgemeiner geachtet war“.

## Veröffentlichungen
- Ueber das Verhältniß zwischen Leib und Seele, mit besonderer Beziehung auf sittliche Freiheit und Zurechnung. 1834.
- Kritische Darstellung der Häresien und der orthodoxen dogmatischen Hauptrichtungen in ihrer genetischen Bildung und Entwickelung, vom Standpuncte des Katholicismus aus. 1. Band, 1. Abtheilung, 1837 (nicht fortgesetzt).
- Beurtheilung der Thatsachen, durch welche die Maßnahmen der preußischen Regierung gegen den Erzbischof von Cöln, Clemens August, Freiherrn Droste zu Vischering, herbeigeführt worden sind : nach staatsrechtlichen, kirchenrechtlichen und rein theologischen Principien. Osterrieth, Frankfurt am Main 1838 (Digitalisierte Ausgabe der Universitäts- und Landesbibliothek Düsseldorf)
- Symbolische Theologie oder die Lehrgegensätze des Katholicismus und Protestantismus dargestellt und gewürdigt. 1841.[3][4]